# 李昭娟
李 昭娟（イ・ソヨン　朝: 이 소연、英: Lee So-Yeon　1981年7月19日- ）は韓国の柔道選手。階級は78kg級。身長175cm。李昭妍とも表記される。

## 人物
1999年のアジア選手権78kg級で3位になった。2000年のシドニーオリンピックでは7位となった。2001年の東アジア大会で優勝すると、世界選手権では準決勝で阿武教子に注意で敗れるも銅メダルを獲得した。2003年のアジア選手権では3位だった。2004年のアテネオリンピックでは前回に続いて7位となった。2006年のアジア大会では決勝で中沢さえに敗れて2位だった。翌年のユニバーシアードでは2位に入った。2008年の北京オリンピックには出場できなかったが、東アジア選手権では3位になった。

## 主な戦績
- 1999年 - アジア選手権　3位
- 2000年 - シドニーオリンピック　7位
- 2000年 - 福岡国際　3位
- 2001年 - ドイツ国際　3位
- 2001年 - 東アジア大会　優勝
- 2001年 - 世界選手権　3位
- 2003年 - アジア選手権　3位
- 2004年 - アテネオリンピック　7位
- 2004年 - 福岡国際　2位
- 2006年 - ドイツ国際　3位
- 2006年 - アジア大会　2位
- 2007年 - 環太平洋柔道選手権大会　優勝
- 2007年 - ユニバーシアード　2位
- 2008年 - 東アジア選手権　3位